# Borolia praeclara
Leucania cruegeri là một loài bướm đêm trong họ Noctuidae.